# Consenso dell'avente diritto
Il consenso dell'avente diritto è una causa di giustificazione prevista nel codice penale italiano. 

## Normativa
Secondo l'art. 50 del codice: "Non è punibile chi lede o pone in pericolo un diritto, col consenso della persona che può validamente disporne."

La relativa sentenza sarà pertanto di assoluzione perché il fatto non costituisce reato.

## Natura giuridica
Quanto alla natura giuridica del consenso, esso non ha natura di negozio giuridico privato: esso va piuttosto qualificato come un mero atto giuridico con il quale si attribuisce al destinatario un potere di agire, senza creare alcun vincolo obbligatorio a carico dell'avente diritto e senza che il  titolare si spogli del diritto per trasferirlo in capo all'avente diritto.
La scriminante è ispirata al brocardo latino volenti et consentienti non fit iniuria e la ratio va individuata nel disinteresse dello Stato a tutelare penalmente un bene al quale rinuncia lo stesso titolare.

## Presupposti per l'applicazione
Affinché il consenso abbia efficacia scriminante è necessario che: 
- sia valido, ossia provenga dal legittimo titolare del diritto e sia libero o spontaneo
- abbia ad oggetto diritti disponibili. Sono tali ad esempio i diritti patrimoniali, che fanno capo al solo soggetto passivo. Mentre non vi rientrano, e sono dunque indisponibili e insuscettibili di consenso scriminante, i diritti della personalità (diritto al nome, diritto all'onore), gli interessi che fanno capo allo Stato e alla famiglia. Viene in rilievo anche la tutela della posizione morale contro quei reati che aggrediscono il bene dell'onore. L'ambito applicativo del consenso si estende fino alla tutela della sfera sessuale e dell'incolumità personale. Non è disponibile il bene della vita: il nostro ordinamento prevede come reato la fattispecie dell'omicidio del consenziente e l'istigazione al suicidio.

## I "reati-contratto"
La ratio del consenso sta nell'esigenza di non punire quando il titolare stesso del diritto dismette l'interesse alla punizione del colpevole. Ma un conto è il consenso come scriminante, ed un altro è il consenso come elemento costitutivo di alcuni reati.

Vi sono infatti dei reati che trovano il loro fondamento proprio nel consenso, o meglio nell'accordo: si tratta dei cosiddetti "reati-contratto". Esemplari sono i casi di:
- insolvenza fraudolenta (assunzione di obbligazioni con l'intenzione di non adempiere, laddove il contratto funge da presupposto del reato - art. 641 cod. penale);
- la vendita di oggetti fuori commercio (es. beni artistici, droga, armi);
- la cd. frode in commercio (aliud pro alio, dove il contratto non è necessariamente illecito come nel caso precedente).

## Casi particolari di "reati consentiti"
La problematica dei "reati consentiti" è vasta ed importante. La figura più discussa è quella dell'omicidio del consenziente, ma vi sono delle ipotesi particolari, quali il "falso consentito" e la "frode in commercio consentita".

In quest'ultimo caso, la vendita riguarda un oggetto diverso da quello che viene poi effettivamente consegnato: anche se vi è il consenso dell'acquirente, la giurisprudenza ritiene ugualmente indisponibile l'interesse collettivo alla lealtà commerciale, e non applica l'art. 50 cod. penale, con conseguente condanna del venditore.

## Il consenso nei reati colposi e preterintenzionali
Per i reati colposi, la giurisprudenza nega l'ammissibilità del consenso perché questo opererebbe non su una fattispecie criminosa bensì su una condotta negligente, e non si può consentire ad una condotta negligente, perché viene in rilievo l'ulteriore evoluzione dell'attività criminosa oltre i limiti voluti.

Lo stesso discorso è da farsi per l'omicidio preterintenzionale: se il consenso scrimina le lesioni ma non l'ulteriore evento aggravatore (morte che deriva da condotta imprudente), il soggetto risponderà di omicidio colposo. Tuttavia la configurazione della disciplina del consenso ex art. 50 c.p., secondo una buona parte della dottrina, può essere riferita anche ai reati colposi: a tale assunto si arriva partendo dal presupposto che l'art. 50 configura il consenso non solo con riferimento alla effettiva lesione di un bene dell'avente diritto, ma anche in relazione alla messa in pericolo dello stesso.